# Gmajna (Krško, Slovenija)
Gmajna je naselje u Općini Krško u istočnoj Sloveniji. Gmajna se nalazi u pokrajini Dolenjskoj i statističkoj regiji Donjoposavskoj. 

## Stanovništvo
Prema popisu stanovništva iz 2002. godine Gmajna je imala 153 stanovnika.

## Vanjske poveznice
- Satelitska snimka naselja  Arhivirana inačica izvorne stranice od 29. srpnja 2017. (Wayback Machine)